# 長谷川恵司
長谷川 恵司（はせがわ けいじ、1971年7月12日 - ）は、日本の俳優、スタントマン、殺陣師。

## 人物
1996年から2006年にかけて平成映画ウルトラシリーズの主役ウルトラマンのスーツアクターを務めたことで知られる。

## 出演

### テレビ番組
- ウッチャンナンチャン炎のチャレンジャー - ヒャックマン 役

### テレビドラマ
- モデルハウス（1996年）
- 演歌・唱太郎の人情事件日誌Ⅱ（1997年）
- 密告電話（1998年）
- リストラ刑事（1999年）
- アナザヘヴン eclipse（2000年）
- 大惨事 ツアーバス転落！死者3名重軽傷18名…バスガイドに殺人容疑、敏腕女弁護士が殺意の謎に挑む（2001年）

### 映画
- ウルトラシリーズ
  - ウルトラマンゼアス（1996年） - ウルトラマンゼアス 役
  - ウルトラマンゼアス2 超人大戦・光と影（1997年） - ウルトラマンゼアス 役
  - ウルトラマンティガ&ウルトラマンダイナ 光の星の戦士たち（1998年） - ウルトラマンダイナ（フラッシュタイプ / ミラクルタイプ / ストロングタイプ） 役
  - ウルトラマンティガ・ウルトラマンダイナ&ウルトラマンガイア 超時空の大決戦（1999年） - ウルトラマンガイア（V2 / スプリームヴァージョン） 役
  - ウルトラマンティガ THE FINAL ODYSSEY（2000年） - ティガダーク 役
  - 新世紀ウルトラマン伝説（2002年） - ウルトラヒーロー 役
  - ウルトラマンコスモス2 THE BLUE PLANET（2002年） - ウルトラマンコスモス（ルナモード / スペースコロナモード / エクリプスモード）[1] 役
  - ウルトラマンコスモスVSウルトラマンジャスティス THE FINAL BATTLE（2003年） - ウルトラマンコスモス（ルナモード / スペースコロナモード / エクリプスモード / フューチャーモード）、ウルトラマンレジェンド 役
  - ULTRAMAN（2004年） - ウルトラマン・ザ・ネクスト 役
  - ウルトラマンメビウス&ウルトラ兄弟（2006年） - ウルトラマンメビウス / ウルトラマンメビウスインフィニティー 役
- 勝手にしやがれ!! 成金生活（1996年） - ヤクザC 役
- 勝手にしやがれ!! 英雄計画（1996年） - ヤクザ3 役
- Danger de mort（1999年） - スタント
- 白痴（1999年） - 親衛隊 役
- 発狂する唇（2000年） - スタント
- ムルデカ MERDEKA 17805（2001年） - スタント
- ELECTRIC DRAGON 80000V（2001年）

### 舞台
- 東京ディズニーランド フィール ザ マジック - スタント

## 殺陣
- 報復 RETALIATION（1998年）
- ウルトラマンメビウス外伝 ヒカリサーガ（2006年）